# ماریکائو، پورتوریکو
ماریکائو (به انگلیسی: Maricao) یک منطقهٔ مسکونی در ایالات متحده آمریکا است که در پورتوریکو واقع شده‌است.
 ماریکائو ۹۶٫۰ کیلومتر مربع مساحت و ۶٬۲۷۶ نفر جمعیت دارد.